# فاکوندو پریرا
فاکوندو پریرا (انگلیسی: Facundo Pereyra؛ زادهٔ ۳ سپتامبر ۱۹۸۷) بازیکن فوتبال اهل آرژانتین است.
از باشگاه‌هایی که در آن بازی کرده‌است می‌توان به باشگاه فوتبال قبله، باشگاه ورزشی آئوداکس ایتالیانو، باشگاه فوتبال پائوک، باشگاه فوتبال جیمناسیا لاپلاتا، و باشگاه فوتبال راسینگ کلوب آویاندا اشاره کرد.